# 汉口保安洋行大楼
汉口保安洋行大楼，是一座近代洋行大楼，位于中华人民共和国湖北省武汉市江岸区青岛路8号洞庭街口。该洋行由英商保安洋行于1914年兴建。现建筑为武汉市文物保护单位。

## 保安洋行
英商保安洋行，英译即广州保险协会联盟有限公司，1835年由英国商人在广州开办，后迁移至香港。该公司全称“于仁洋面水险保安公司”，在香港称作“友宁洋行”，在汉口称“保安洋行”。保安洋行专事船舶等保险业务，也是清末来华时间最早的两所保险公司之一。清末由于汉口开埠，长江航运各方势力争夺激烈，洋行瞅准商机是以在1910年来到汉口。
1914年，保安洋行在今址修建洋行大楼，1915年完工，但在不久后的1922年保安洋行在汉口的业务便终止。

## 建筑概览
建筑由景明洋行负责设计，由汉协盛营造厂负责工程建造。该建筑仍呈古典三段式构图，但是取消古典风格的外立面装饰立柱，整体呈现文艺复兴风格。建筑依托洞庭街与青岛路交汇处的主塔为中心，其余部分沿如上两条街道展开为两翼。建筑主入口作拱券状设计，上有出挑的雨棚；外立面设置有阳台及内廊，窗户形式有拱券及方框两种；主入口楼顶还有圆塔一座。整体建筑富有变化，主体亦有折衷主义建筑的风貌。

## 建筑保护
1993年7月28日，建筑以“保安洋行（英）”的名义被武汉市人民政府列为第一批武汉市优秀历史建筑。2011年3月21日，建筑以“保安洋行旧址”的名义被武汉市人民政府列为第五批武汉市文物保护单位。
建筑作为文物的保护范围：保安洋行旧址本体及周围一定范围。四至：以旧址外墙为界，东南、东北面各向外延伸10米，西南面向外延伸3米至青岛路北侧规划道路红线，西北面向外延伸2米。
建筑作为文物的建设控制地带：以保护范围四至为界，东南、东北面各向外延伸20米，西南面向外延伸6米至青岛路规划道路中线，西北面向外延伸5米至洞庭街规划道路中线。

## 图集

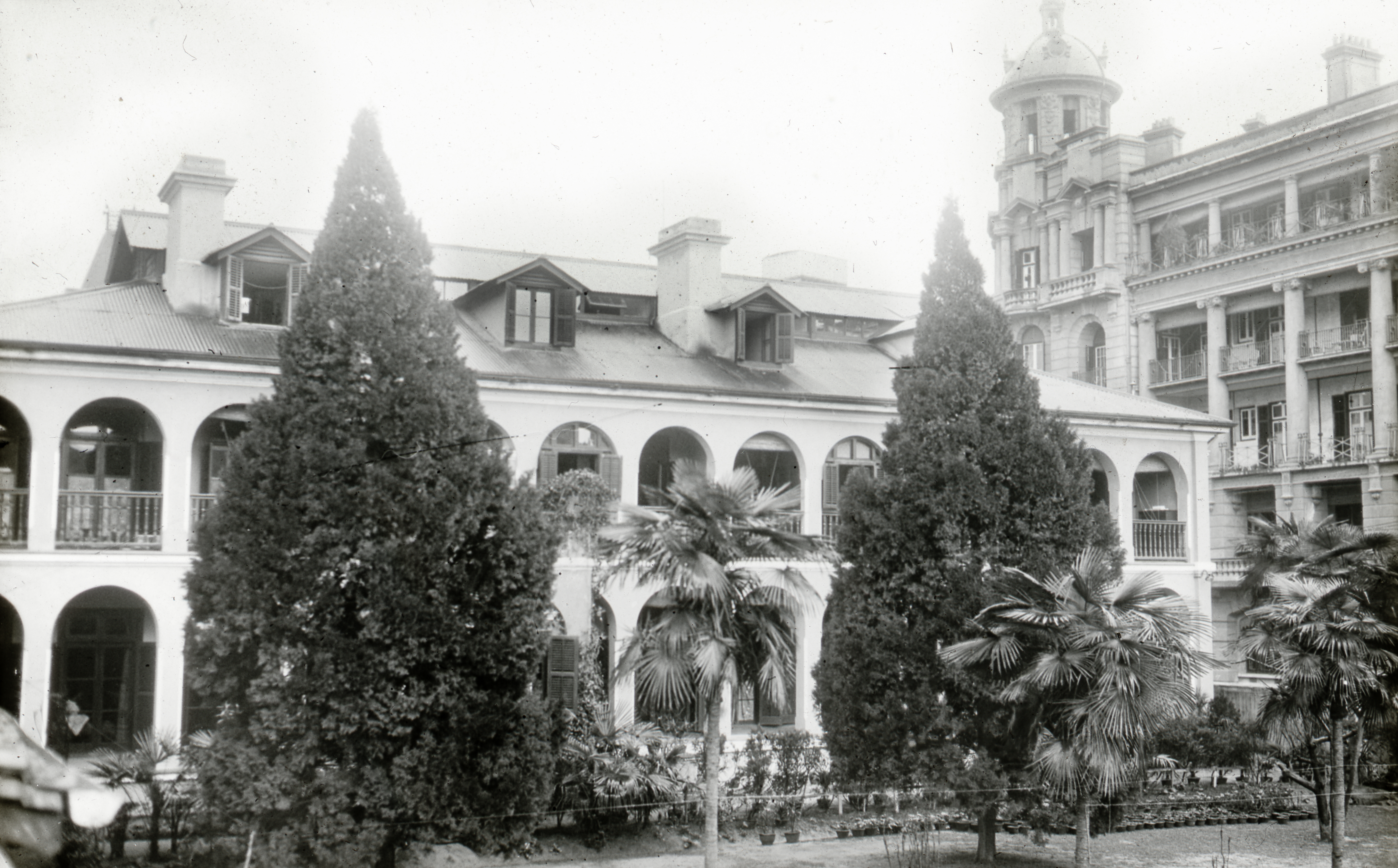
20世纪前叶英租界一景，背后右侧为保安洋行大楼